# Primera División de Venezuela 2003-04
La Temporada 2003-04 de la Primera División de Venezuela se inició el 3 de agosto de 2003 con la participación de 10 equipos, entre ellos el ascendido de la segunda división Atlético El Vigía FC. Para esa temporada Deportivo Trujillanos cambió su nombre a Trujillanos FC. Los ganadores de los torneos Apertura y Clausura se clasificaron automáticamente a la Copa Libertadores 2005 mientras que el tercer lugar de la tabla acumulada fue a la ronda previa de la Copa Libertadores. Los equipos que se posicionaron en el cuarto y quinto puesto obtuvieron un cupo a la Copa Sudamericana 2004. 
Para la temporada 2003-04 fue al descenso Atlético El Vigía FC, mientras que Estudiantes FC se mantuvo al ganar el repechaje frente al Deportivo Anzoátegui.

## Equipos participantes
Los equipos participantes en la Temporada 2003-04 de la Primera División del Fútbol Venezolano son los siguientes:
| - Atlético El Vigía FC - Carabobo FC - Caracas FC - Deportivo Italchacao - Deportivo Táchira FC |  | - Estudiantes de Mérida - Monagas SC - Mineros de Guayana - Trujillanos FC - UA Maracaibo |

## Torneo Apertura 2003

### Clasificación
|    | Equipo                | PTS | JJ | JG | JE | JP | GF | GC | DG  |
| -- | --------------------- | --- | -- | -- | -- | -- | -- | -- | --- |
| 1  | Caracas FC            | 36  | 18 | 10 | 6  | 2  | 34 | 15 | +19 |
| 2  | Deportivo Táchira FC  | 36  | 18 | 10 | 6  | 2  | 25 | 15 | +10 |
| 3  | Mineros de Guayana    | 36  | 18 | 11 | 3  | 4  | 23 | 14 | +9  |
| 4  | UA Maracaibo          | 23  | 18 | 6  | 5  | 7  | 16 | 12 | +4  |
| 5  | Deportivo Italchacao  | 23  | 18 | 6  | 5  | 7  | 22 | 23 | -1  |
| 6  | Trujillanos FC        | 20  | 18 | 5  | 5  | 8  | 14 | 18 | -4  |
| 7  | Atlético El Vigía FC  | 19  | 18 | 4  | 7  | 7  | 18 | 28 | -10 |
| 8  | Carabobo FC           | 18  | 18 | 4  | 6  | 8  | 21 | 26 | -5  |
| 9  | Monagas SC            | 18  | 18 | 4  | 6  | 8  | 17 | 27 | -10 |
| 10 | Estudiantes de Mérida | 15  | 18 | 4  | 3  | 11 | 14 | 26 | -12 |

Leyenda: PTS (Puntos), JJ (Juegos jugados), JG (Juegos Ganados), JE (Juegos Empatados), JG (Juegos Perdidos), GF (Goles a Favor), GC (Goles en Contra), DG (Diferencia de Goles).

## Torneo Clausura 2004

### Clasificación
|    | Equipo                | PTS | JJ | JG | JE | JP | GF | GC | DG  |
| -- | --------------------- | --- | -- | -- | -- | -- | -- | -- | --- |
| 1  | Caracas FC            | 42  | 18 | 13 | 3  | 2  | 36 | 10 | +26 |
| 2  | Deportivo Táchira FC  | 34  | 18 | 10 | 4  | 4  | 35 | 24 | +11 |
| 3  | Carabobo FC           | 32  | 18 | 10 | 2  | 6  | 25 | 19 | +6  |
| 4  | Mineros de Guayana    | 24  | 18 | 6  | 6  | 6  | 23 | 21 | +2  |
| 5  | Monagas SC            | 23  | 18 | 5  | 8  | 5  | 16 | 14 | +2  |
| 6  | Estudiantes de Mérida | 23  | 18 | 6  | 5  | 7  | 28 | 32 | -4  |
| 7  | Deportivo Italchacao  | 20  | 18 | 5  | 5  | 8  | 19 | 27 | -8  |
| 8  | Trujillanos FC        | 18  | 18 | 2  | 12 | 4  | 11 | 15 | -4  |
| 9  | UA Maracaibo          | 17  | 18 | 3  | 8  | 7  | 17 | 24 | -7  |
| 10 | Atlético El Vigía FC  | 8   | 18 | 1  | 5  | 12 | 13 | 37 | -24 |

Leyenda: PTS (Puntos), JJ (Juegos jugados), JG (Juegos Ganados), JE (Juegos Empatados), JG (Juegos Perdidos), GF (Goles a Favor), GC (Goles en Contra), DG (Diferencia de Goles).

## Final
Como el Caracas FC ganó ambos torneos, se consagra campeón absoluto de la temporada, y llega a su séptimo título de la Primera División de Venezuela
Caracas FC

Campeón

## Acumulada

### Clasificación
|    | Equipo                | PTS | JJ | JG | JE | JP | GF | GC | DG  |                            |
| -- | --------------------- | --- | -- | -- | -- | -- | -- | -- | --- | -------------------------- |
| 1  | Caracas FC            | 78  | 36 | 23 | 9  | 4  | 70 | 25 | +45 | Copa Libertadores 2005     |
| 2  | Deportivo Táchira FC  | 70  | 36 | 20 | 10 | 6  | 61 | 40 | +21 | Copa Libertadores 2005     |
| 3  | Mineros de Guayana    | 60  | 36 | 17 | 9  | 10 | 46 | 35 | +11 | Pre Copa Libertadores 2005 |
| 4  | Carabobo FC           | 50  | 36 | 14 | 8  | 14 | 46 | 45 | +1  | Copa Sudamericana 2004     |
| 5  | Deportivo Italchacao  | 43  | 36 | 11 | 10 | 15 | 41 | 50 | -9  | Copa Sudamericana 2004     |
| 6  | Monagas SC            | 41  | 36 | 9  | 14 | 13 | 33 | 41 | -8  |                            |
| 7  | UA Maracaibo          | 40  | 36 | 9  | 13 | 14 | 33 | 36 | -3  |                            |
| 8  | Trujillanos FC        | 38  | 36 | 7  | 17 | 12 | 25 | 33 | -8  |                            |
| 9  | Estudiantes de Mérida | 38  | 36 | 10 | 8  | 18 | 42 | 58 | -16 | Promoción                  |
| 10 | Atlético El Vigía FC  | 27  | 36 | 5  | 12 | 19 | 31 | 65 | -34 | Descenso                   |

Leyenda: PTS (Puntos), JJ (Juegos jugados), JG (Juegos Ganados), JE (Juegos Empatados), JG (Juegos Perdidos), GF (Goles a Favor), GC (Goles en Contra), DG (Diferencia de Goles).

### Top 5 goleadores
| Jugador | Jugador | Jugador          | Goles | Equipo             |
| ------- | ------- | ---------------- | ----- | ------------------ |
| 1       |         | Juan García      | 18    | Mineros de Guayana |
| 2       |         | Rafael Castellín | 14    | Caracas FC         |
| 2       |         | Daniel Delfino   | 14    | Carabobo FC        |
| 2       |         | Alexander Rondón | 13    | '                  |
| 2       |         | Jésus Márquez    | 12    | Trujillanos FC     |